# 1864 w muzyce
Wydarzenia muzyczne w 1864 roku.

## Wydarzenia
- 5 stycznia – w Paryżu odbyła się premiera operetki L'amour chanteur Jacques’a Offenbacha[1]
- 11 stycznia
  - w paryskim Théâtre Favart miała miejsce premiera opery La fiancée du roi de Garbe Daniela Aubera[1]
  - w Wiedniu odbyła się premiera „Neckereien” op.31/2 Johannesa Brahmsa[1]
- 12 stycznia – w wiedeńskiej Sophiensaal miała miejsce premiera walca „Morgenblätter” op.279 Johanna Straussa (syna)[1]
- 18 stycznia – w wiedeńskiej Sophiensaal miała miejsce premiera „Juristen-Ball” op.280 Johanna Straussa (syna)[1]
- 19 stycznia – w wiedeńskiej Redoutensaal miała miejsce premiera „Vergnügungszug” op.281 Johanna Straussa (syna)[1]
- 26 stycznia – w wiedeńskiej Redoutensaal miała miejsce premiera „Gut bürgerlich” op.282 Johanna Straussa (syna)[1]
- 31 stycznia – w wiedeńskiej Redoutensaal miała miejsce premiera walca „Studentenlust” op.285 Johanna Straussa (syna)[1]
- 2 lutego – w wiedeńskiej Sophiensaal miała miejsce premiera „Patronessen-Polka” op.286 Johanna Straussa (syna)[1]
- 4 lutego – w wiedeńskim Theater am Kärntnertor miała miejsce premiera opery Die Rheinnixen Jacques’a Offenbacha[1]
- 24 lutego – w Pradze odbyła się premiera poematu symfonicznego Haakon Jarl Bedřicha Smetany[1]
- 28 lutego – w wiedeńskim Volksgarten miejsce premiera „Deutscher Krieger-Marsch” op.284 Johanna Straussa (syna)[1]
- 2 marca – w bostońskim Music Hall miała miejsce premiera „Prelude for organ” op.19 no.1 Johna Knowlesa Paine’a[1]
- 3 marca – w Wiener Musikverein miała miejsce premiera „Sonaty na skrzypce i fortepian” D.574 Franza Schuberta[1]
- 5 marca – w bostońskim Music Hall miała miejsce premiera Fantazji na „Hymn Portugalii” Johna Knowlesa Paine’a[1]
- 16 marca – w Paryżu odbyła się premiera opery Les géorgiennes Jacques’a Offenbacha[1]
- 19 marca – w paryskim Théâtre Lyrique miała miejsce premiera opery Mireille Charles’a Gounoda[1]
- 11 kwietnia – w berlińskim Königliches Schauspielhaus miała miejsce premiera „Verbrüderungs-Marsch” op.287 Johanna Straussa (syna)[1]
- 18 kwietnia – w Sankt Petersburgu odbyła się premiera „Second Overture on Russian Themes” Milija Bałakiriewa[1]
- 23 kwietnia – w Pradze odbyła się premiera „March for the Shakespearean Festival” op.20 Bedřicha Smetany[1]
- 5 maja – w Pawłowsku odbyła się premiera „Saison-Quadrille” op.283 Johanna Straussa (syna)[1]
- 14 maja – w londyńskim Covent Garden Theatre miała miejsce premiera baletu L'Île Enchantée Arthura Sullivana[1]
- 17 maja – w Eidsvoll miało miejsce premierowe wykonanie hymnu Norwegii[2]
- 4 czerwca – w Paryżu odbyła się premiera „La Succession Bonnet” Jacques’a Offenbacha[1]
- 11 lipca – w Pawłowsku odbyła się premiera „Persischer Marsch” op.289 Johanna Straussa (syna)[1]
- 12 lipca – w Bad Ems odbyła się premiera opery Le fifre enchanté, ou Le soldat magicien Jacques’a Offenbacha[1]
- 19 lipca – w Bad Ems odbyła się premiera operetki Jeanne qui pleure et Jean qui rit Jacques’a Offenbacha[1]
- 30 lipca – w bostońskim Music Hall miała miejsce premiera „Preludium na organy” op.19 nr 2 Johna Knowlesa Paine’a[1]
- 8 września – w Birmingham Town Hall miała miejsce premiera maski Kenilworth Arthura Sullivana[1]
- 19 września – w Pawłowsku odbyła się premiera „Quadrille sur des airs française” op.290 Johanna Straussa (syna)[1]
- 27 września – w Pawłowsku odbyła się premiera „Newa-Polka française” op.288 Johanna Straussa (syna)[1]
- 2 października – w Pawłowsku odbyła się premiera walca „Aus den Bergen” op.292 Johanna Straussa (syna)[1]
- 5 października – w Monachium odbyła się premiera „Huldigungsmarsch” WWV 97 Richarda Wagnera[1]
- 8 października – w Pawłowsku odbyła się premiera „‘s giebt nur a Kaiserstadt, ‘s giebt nur a Wien” op.291 Johanna Straussa (syna)[1]
- 17 października – w londyńskim  Agricultural Hall miała miejsce premiera kantaty „Ode to Labour” Samuela Sebastiana Wesley`a[1]
- 2 listopada – w Karlsruhe odbyła się premiera pieśni „Sind es Schmerzen, sind es Freuden” op.33/3 Johannesa Brahmsa[1]
- 10 listopada – w Sankt Petersburgu odbyła się premiera „Koncertu fortepianowego nr 4” Antona Rubinsteina[1]
- 17 listopada – w bazylice świętej Klotyldy w Paryżu miała miejsce premiera „Fantaisie” op.16 oraz „Grande Pièce Symphonique” op.17 Césara Francka[1]
- 20 listopada – w Nowej Katedrze w Linzu miała miejsce premiera Mass no.1 Antona Brucknera[1]
- 11 grudnia – w Linzu odbyła się premiera „Um Mitternacht” Antona Brucknera[1]
- 16 grudnia – we Lwowie odbyła się opery komicznej Paziowie królowej Marysieńki Stanisława Dunieckiego.[3]
- 17 grudnia – w paryskim Théâtre des Variétés miała miejsce premiera operetki Piękna Helena Jacques’a Offenbacha[1]
- 26 grudnia – w Brukseli odbyła się premiera „Kozaczka ukraińskiego” Aleksandra Dargomyżskiego[1]

## Urodzili się
- 7 lutego
  - Ricardo Castro Herrera, meksykański kompozytor i pianista (zm. 1907)
  - Arthur Collins, amerykański piosenkarz (zm. 1933)
- 9 lutego – Miina Härma, estońska kompozytorka, organistka i pedagog (zm. 1941)
- 15 marca – Johan Halvorsen, norweski kompozytor, dyrygent i skrzypek (zm. 1935)
- 23 marca – Hjalmar Borgstrøm, norweski kompozytor i krytyk muzyczny (zm. 1925)
- 10 kwietnia – Eugen d’Albert, niemiecki kompozytor i pianista (zm. 1932)
- 11 czerwca – Richard Strauss, niemiecki kompozytor i dyrygent muzyki okresu późnego romantyzmu (zm. 1949)
- 15 czerwca – Guy Ropartz, francuski kompozytor i dyrygent (zm. 1955)
- 5 lipca – Stephan Krehl, niemiecki kompozytor, pedagog i teoretyk muzyki (zm. 1924)
- 6 lipca – Alberto Nepomuceno, brazylijski kompozytor i dyrygent (zm. 1920)
- 28 lipca – Kazimierz Ostaszewski, polski hodowca koni wyścigowych, założyciel towarzystw hodowlanych, publicysta i kompozytor (zm. 1948)
- 18 sierpnia – Gemma Bellincioni, włoska śpiewaczka operowa (sopran) (zm. 1950)
- 7 września – Giovanni Tebaldini, włoski muzykolog, dyrygent i pedagog (zm. 1952)
- 25 października
  - Aleksandr Grieczaninow, rosyjski kompozytor romantyczny (zm. 1956)
  - Toktoguł Satyłganow, kirgiski poeta, kompozytor i pieśniarz ludowy (zm. 1933)
- 10 listopada – Alexandre Levy, brazylijski kompozytor i pianista pochodzenia francuskiego (zm. 1892)
- 11 listopada – Klementyna Czosnowska, polska śpiewaczka operetkowa (sopran) i aktorka (zm. 1913)
- 31 grudnia – Alessandro Longo, włoski kompozytor, muzykolog (zm. 1945)

## Zmarli
- 13 stycznia – Stephen Collins Foster, najwybitniejszy amerykański kompozytor sprzed wojny secesyjnej (ur. 1826)
- 16 stycznia – Anton Schindler, niemiecki dyrygent i pisarz muzyczny (ur. 1795)
- 26 stycznia – Otto Lindblad, szwedzki kompozytor i dyrygent (ur. 1809)
- 2 maja – Giacomo Meyerbeer, niemiecki kompozytor operowy (ur. 1791)
- 28 lipca – Johann Hermann Kufferath, niemiecki kompozytor, dyrygent i skrzypek (ur. 1797)
- 21 grudnia – William Henry Fry, amerykański kompozytor i krytyk muzyczny (ur. 1813)

## Muzyka poważna
- 10 marca – William A. Pond & Co. Publikuje pieśń „Beautiful Dreamer” Stephena Collinsa Fostera[1]